# Bufo bufo

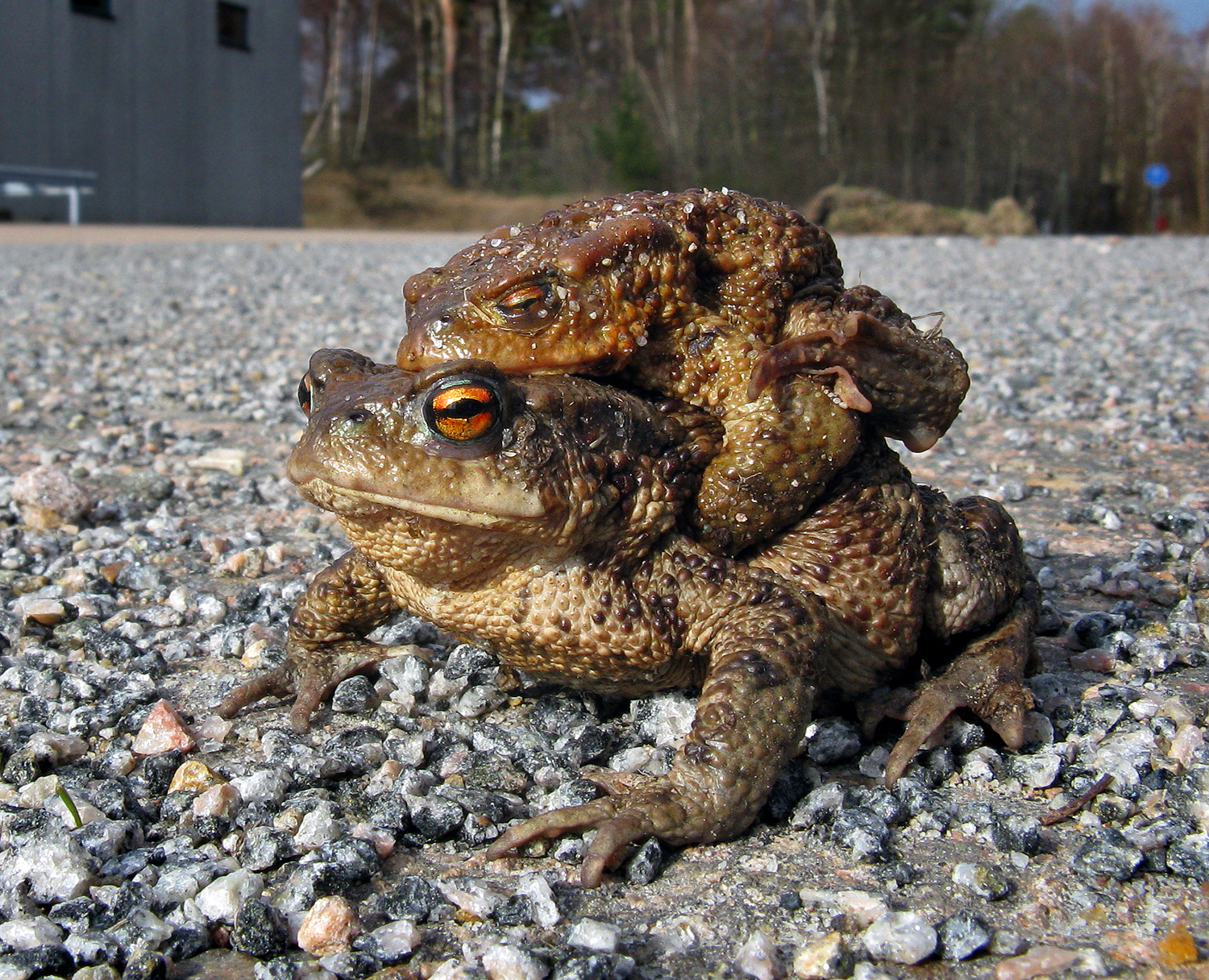
Hembra y macho en la espalda.

El sapo común o sapo europeo (Bufo bufo) es una especie de anfibio anuro de la familia Bufonidae muy habitual en toda clase de hábitats europeos, sobre todo en aguas estancadas: balsas de riego, albercas, etc. al ser más resistente a las aguas insalubres que otras especies de anfibios durante la fase de renacuajo.[cita requerida] Se distribuye por toda Europa salvo Irlanda, Islandia y algunas islas mediterráneas, además de Asia noroccidental y pequeñas partes del noreste africano. Es uno de los anfibios más conocidos, dada su distribución y requerimientos ecológicos laxos.
Es una especie de un grupo de ellas estrechamente relacionadas, que descienden de una línea ancestral común y que forman un complejo de especies. El sapo es un animal poco visible, ya que por lo general se esconde durante el día. Se activa al atardecer y caza de noche los invertebrados de que se alimenta principalmente. Se mueve con un paso lento y torpe o a saltos cortos; tiene la piel de color marrón grisáceo, cubierta de protuberancias parecidas a verrugas.
Aunque los sapos son generalmente animales solitarios, en la época de reproducción un gran número de ellos converge en ciertos estanques de cría, donde los machos compiten por aparearse con las hembras. Los huevos, en forma de cadenas gelatinosas, son depositados en el agua y de ellos eclosionan los renacuajos. Después de varios meses de crecimiento y desarrollo, les brotan los miembros y se metamorfosean a pequeños sapos; estos salen del agua y en adelante serán mucho más terrestres que acuáticos.
El sapo común parece estar en declive en ciertas regiones. Está amenazado por la pérdida de hábitat, sobre todo por el drenaje de sus lugares de reproducción y el tráfico rodado que interfiere en sus migraciones anuales. Tradicionalmente, en la cultura popular y la literatura se ha asociado con, por ejemplo, la brujería o el Demonio y en general, ha estado connotado negativamente.

## Taxonomía
El naturalista sueco Carlos Linneo dio por primera vez el nombre de Rana bufo al sapo común en la décima edición del Systema Naturae, en 1758. En este trabajo puso todas las ranas y los sapos en el único género Rana. Más tarde se hizo evidente que este género debía ser subdividido y en 1768 el naturalista austríaco Josefo Nicolaus Laurenti puso el sapo común en el género Bufo, nombrándolo Bufo bufo. Los sapos de este género están incluidos en la familia Bufonidae, los verdaderos sapos.
Varias subespecies de Bufo bufo han sido reconocidas en los últimos años. El sapo de raza caucásica se encuentra en las regiones montañosas del Cáucaso y fue en un tiempo clasificado como Bufo bufo verrucosissima. Tiene un genoma más largo y difiere de Bufo bufo morfológicamente. Ahora se acepta como Bufo verrucosissimus. El sapo espinoso fue clasificado como Bufo bufo spinosus. Se encuentra en la zona del Mediterráneo, crece hasta un tamaño más grande y tiene una piel más espinosa que sus correspondientes más norteños, con los que coexiste en transición. En la actualidad se acepta como Bufo spinosus. El sapo de Gredos, Bufo bufo gredosicola, se limita a la Sierra de Gredos, en el centro de España. Tiene unas glándulas parotoides excepcionalmente grandes y tiende a presentar manchas en la coloración. En la actualidad se considera que es un sinónimo de Bufo spinosus.
Como se menciona más arriba, Bufo bufo es parte de un complejo de especies, un grupo de especies estrechamente relacionadas que no pueden ser claramente demarcadas. Varias especies modernas se cree que forman un antiguo grupo de taxones relacionados que ya existían en tiempos preglaciales. Estos son el sapo espinoso (Bufo spinosus), el sapo europeo (Bufo verrucosissimus) y el sapo común japonés (Bufo japonicus). El sapo común europeo (Bufo bufo) parece haber surgido más recientemente. Se cree que el rango de la forma ancestral se extendía por Asia, pero el aislamiento entre los complejos de especies orientales y occidentales se habría producido como consecuencia del desarrollo de los desiertos de Asia Central durante el Mioceno medio. Las relaciones taxonómicas exactas entre estas especies sigue siendo poco clara. Una investigación serológica en poblaciones de sapo en Turquía emprendida en 2001 examinó las proteínas del suero de la sangre de Bufo bufo spinosus y B. verrucosissimus. Se encontró que las diferencias entre los dos no fueron significativas y que, por tanto, la primera debe sinonimizada con este último.
Un estudio publicado en 2012 examinó las relaciones filogenéticas entre las especies de Eurasia y del norte de África en el grupo Bufo bufo e indicó una larga historia evolutiva del grupo. Hace aproximadamente nueve a trece millones de años, Bufo eichwaldi, una especie recientemente descrita del sur de Azerbaiyán e Irán, se separó del linaje principal. Otras divisiones fueron ocurriendo, con Bufo spinosus escindiéndose hace unos cinco millones de años, mientras los Pirineos se elevaban, un evento que aísla a las poblaciones en la península ibérica de las del resto de Europa. El linaje europeo restante se dividió en Bufo bufo y Bufo verrucosissimus hace menos de tres millones de años durante el Pleistoceno. Muy de vez en cuando el sapo común se hibrida con el sapo corredor (Bufo calamita) o el sapo verde Europeo (Bufo viridis).

## Descripción

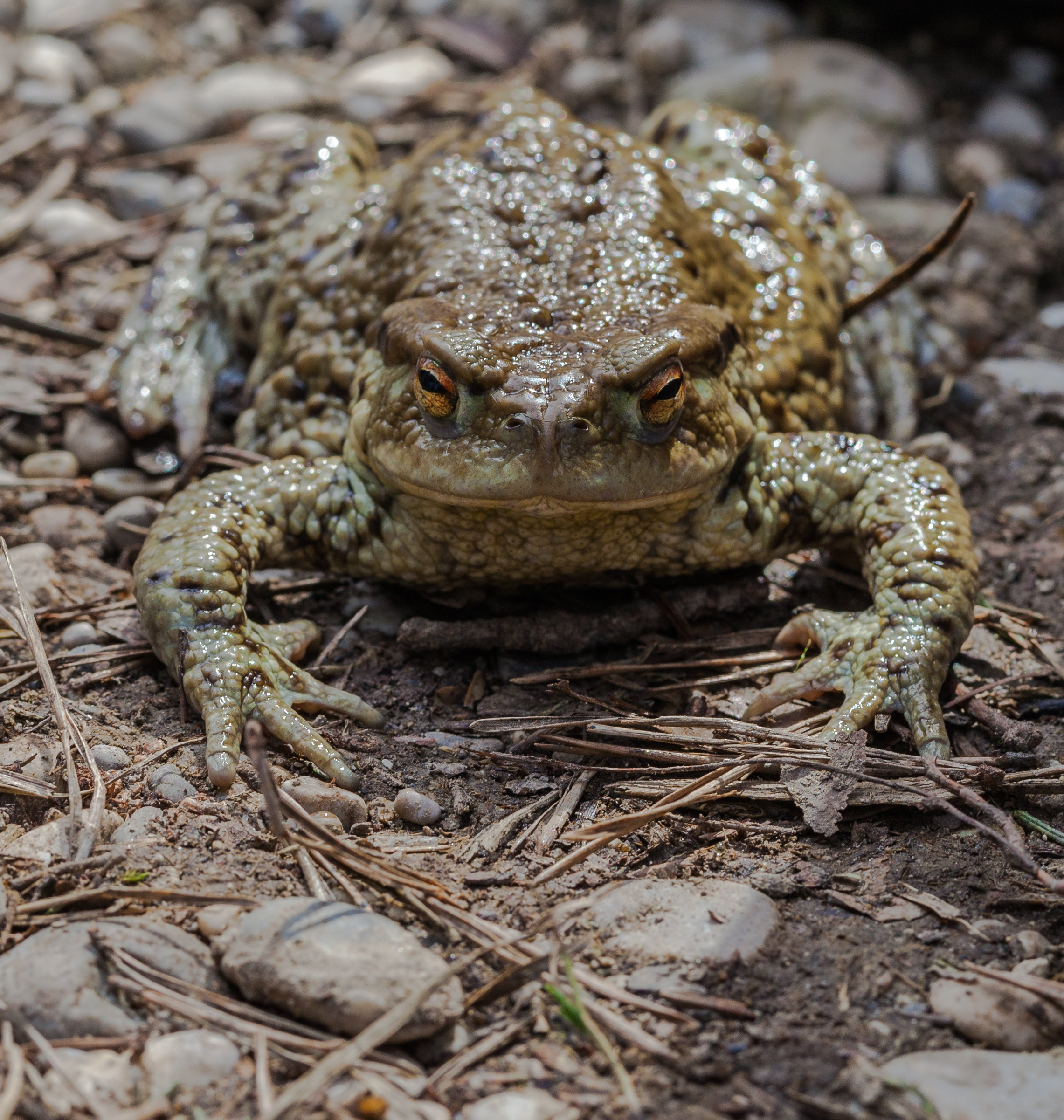
Vista frontal

Los machos rondan los 8 cm de longitud y las hembras 13 cm, aunque excepcionalmente pueden alcanzar unos 15 cm de longitud. Pesan entre 20 y 80 gramos. Las hembras son generalmente más gruesas que los machos y las muestras del sur tienden a ser más grandes que las del norte. La cabeza es ancha, con una boca ancha por debajo del hocico, que tiene dos pequeñas narinas (ventanas nasales) en la parte superior. No hay dientes. Los ojos bulbosos, protuberantes, tienen iris de color amarillo o cobrizo y las pupilas en forma de ranura horizontal. Justo detrás de los ojos hay dos regiones abultadas, las glándulas parotoides, dispuestas de oblicuamente. Contienen una sustancia nociva, la bufotoxina, que se utiliza para disuadir a los posibles depredadores. La cabeza se une al cuerpo sin un cuello visible y no hay saco vocal externo. El cuerpo es ancho, achaparrado y normalmente las patas están flexionadas, manteniéndolo a ras de tierra. Los miembros anteriores son cortos con los dedos de las patas delanteras apuntando hacia el interior. En la época de cría, el macho desarrolla almohadillas nupciales en los tres primeros dedos, que utiliza para aferrarse a la hembra en el apareamiento. Las patas traseras son cortas en relación con las de las ranas y tienen largos dedos sin membrana interdigital. No hay cola. La piel es seca y cubierta de pequeñas protuberancias como verrugas. El color es un tono bastante uniforme de marrón, marrón oliváceo o grisáceo, a veces en parte manchado o con bandas de un tono más oscuro. El sapo común tiende a un cierto dimorfismo sexual, siendo las hembras más marrones y los machos más grises. La parte inferior es de un blanco sucio, moteado con manchas grises y negras.
Otras especies con las que el sapo común podría confundirse incluyen al sapo corredor (Bufo calamita) y al sapo verde europeo (Bufo viridis). El primero suele ser más pequeño y tiene una banda amarilla que recorre la espalda mientras que el segundo tiene un patrón moteado distintivo. Las glándulas paratiroides de ambos son paralelas, no inclinadas como en el sapo común. La rana común (Rana temporaria) también es similar en apariencia pero tiene un hocico menos redondeada, piel suave húmeda y salta habitualmente para desplazarse.
En general, el aspecto de los sapos es más robusto y rechoncho que el de las ranas y al contrario de estas se desplazan marchando o dando saltos más cortos y bajos que aquellas.
Se alimentan de toda clase de animales menores que ellos: insectos, arácnidos, etc.; incluso micromamíferos en los ejemplares mayores.
Los sapos comunes pueden vivir por muchos años y se conocen casos de ejemplares que han sobrevivido durante cincuenta años en cautiverio. En la naturaleza, se cree que los sapos comunes tienden a vivir unos diez a doce años. Su edad puede determinarse contando el número de anillos de crecimiento anual en los huesos de sus falanges.

## Distribución y hábitat
Después de la rana común (Pelophylax perezi), la rana comestible (Pelophylax esculentus) y el tritón común (Lissotriton vulgaris), el sapo común es el cuarto de los anfibios más común en Europa. Se encuentra en todo el continente, con excepción de Islandia, las partes frías del norte de Escandinavia, Irlanda y una serie de islas del Mediterráneo. Estos incluyen: Malta, Creta, Córcega, Cerdeña y las Islas Baleares. Su área de distribución se extiende hacia el este hasta Irkutsk en Siberia y su gama meridional incluye partes del noroeste de África en las sierras del norte de Marruecos, Argelia y Túnez. Una variante muy estrechamente emparentada vive en el este de Asia incluyendo Japón. El sapo común se encuentra en altitudes de hasta 2500 metros en la parte sur de su área de distribución. Se encuentra principalmente en zonas boscosas con coníferas, caducifolios y bosques mixtos, especialmente en lugares húmedos. También habita: campo abierto, prados, sotos, cultivos, parques y jardines y a menudo se da en zonas secas bastante alejadas de agua estancada,se le puede encontrar debajo de piedras grandes.

## Comportamiento
El sapo común por lo general se mueve caminando lentamente o en saltos cortos esporádicos que implican a las cuatro patas. Se pasa el día escondido en una guarida excavada por él mismo bajo el follaje o bajo una raíz o piedra donde su coloración hace que sea poco visible. Sale al caer el sol y puede viajar una cierta distancia en la oscuridad mientras caza. Es más activo en caso de lluvia. Al amanecer ha vuelto a su base y puede ocupar el mismo lugar durante varios meses. Es voraz y come cochinillas, babosas, escarabajos, orugas, moscas, gusanos e incluso pequeños ratones. Las presas pequeñas, de movimiento rápido, pueden ser capturadas por la lengua protráctil, mientras que las más grandes se atrapan con las mandíbulas. Al no tener dientes, la comida se ingiere a menudo entera, en una serie de tragos. El sapo no reconoce a su presa como tal, sino que trata de consumir cualquier objeto en movimiento, pequeño y oscuro que encuentre por la noche. Esto se dedujo, entre otros, de un estudio de investigación que observó que se abalanzaban sobre un pedazo de papel negro como si fuera una presa, siempre que midiera menos de 1 cm, pero pasaban por alto una pieza en movimiento más grande. Así, los sapos parecen depender fuertemente de ciertos estímulos visuales para la alimentación y pueden ver a sus presas a intensidades muy bajas de luz en que los seres humanos no perciben nada. De forma periódica, el sapo común cambia de piel; esta se va desprendiendo en jirones y se consume a continuación.
Cuando es atacado, el sapo común adopta una postura característica, inflando su cuerpo y elevándose, con sus cuartos traseros levantados y la cabeza baja. Su principal medio de defensa es la secreción lechosa maloliente y de sabor desagradable producida por las paratiroides y otras glándulas de su piel y que contiene una toxina llamada bufagina, suficiente para disuadir a muchos depredadores (aunque la culebra de collar parece ser inmune). Otros depredadores de sapos adultos son erizos, ratas y visones, e incluso gatos domésticos. Las aves que se alimentan de sapos incluyen garzas, cuervos y aves rapaces. Se ha observado a cuervos punzar la piel con su pico y luego extraer el hígado del animal, evitando así la toxina. Los renacuajos también exudan sustancias nocivas que disuaden a los peces de comérselos, aunque  no al tritón crestado. Entre los invertebrados acuáticos que se alimentan de renacuajos de sapo se encuentran las larvas de libélula o los ditíscidos. Estos por lo general evitan la secreción nociva por punción de la piel del renacuajo y succión de los jugos. 
Una mosca parasitaria, Lucilia bufonivora, ataca a sapos comunes adultos; pone sus huevos en la piel del sapo y cuando estos eclosionan, las larvas reptan hasta introducirse en las fosas nasales del sapo y comienzan a alimentarse de su carne, con consecuencias letales. La almeja uña europea (Estrato Sphaerium) es particular; puede subir hasta las plantas de agua y moverse, todo con su pie muscular. A veces se aferra a la pata de un sapo común y se cree que este es uno de los medios por los que se dispersa a nuevas ubicaciones.
En 2007, investigadores que utilizaban un vehículo submarino operado por control remoto para examinar el lago Ness, en Escocia, observaron un sapo común en movimiento por del fondo del mismo, a una profundidad de 99 metros.

## Reproducción

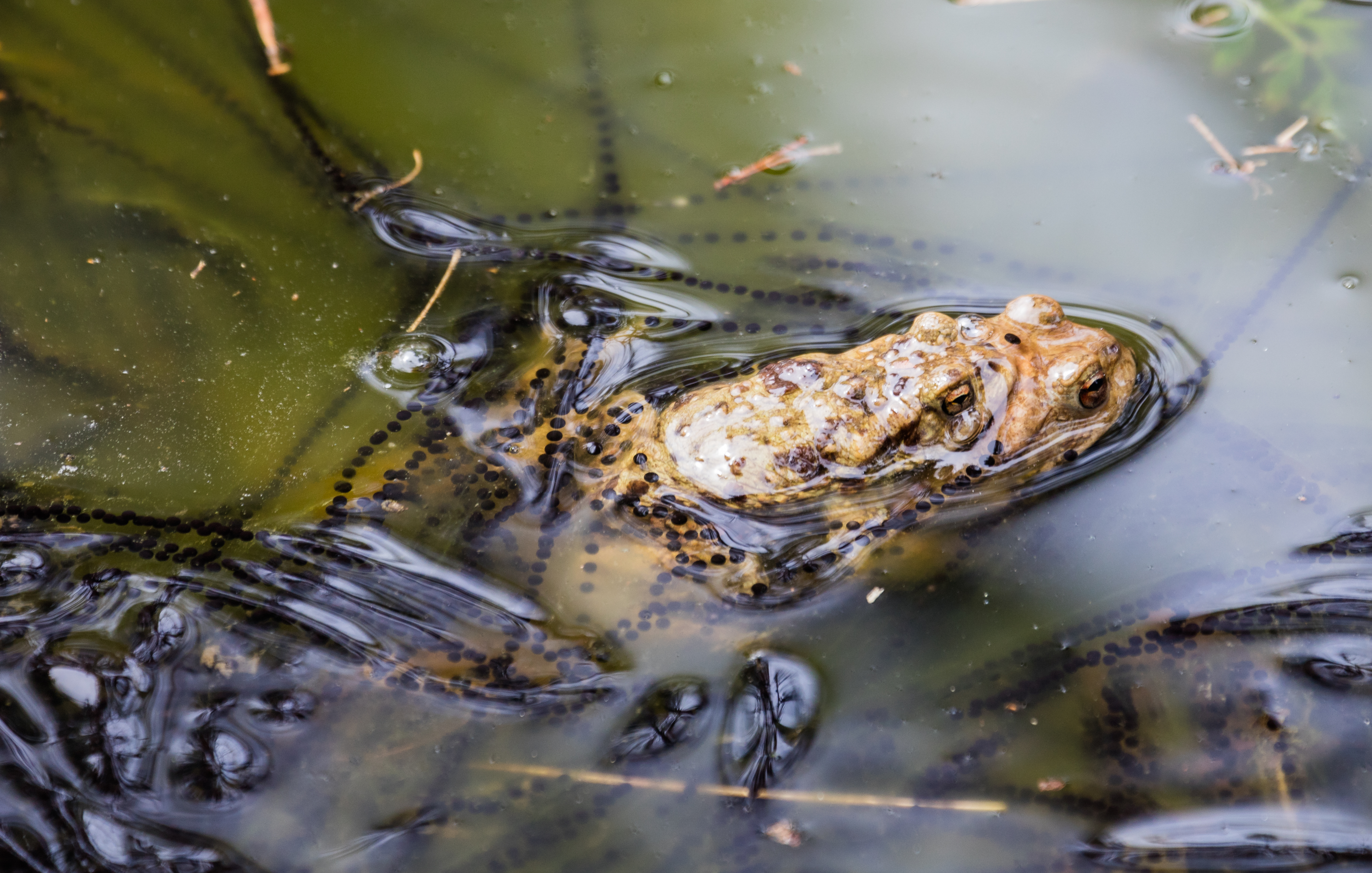
Dos ejemplares copulando

El sapo común emerge de la hibernación en primavera y se produce una migración masiva hacia los sitios de reproducción. Los sapos convergen solo en ciertas lagunas, favoreciendo la concentración y evitando al mismo tiempo otras extensiones de agua que parecen más adecuadas. Los adultos frecuentan la misma ubicación año tras año y más del 80 % de los machos marcados cuando emergieron vuelven a la misma charca en que se criaron para reproducirse. La encuentran principalmente por señales olfativas y magnéticas. Sapos experimentalmente trasladados a otro lugar y equipados con dispositivos de seguimiento se han mostrado capaces de localizar su estanque de cría original incluso cuando el desplazamiento supera los tres kilómetros.
Los machos llegan primero y permanecen en el lugar durante varias semanas mientras que las hembras solo permanecen el tiempo suficiente para aparearse y desovar. En lugar de luchar por el derecho a aparearse con una hembra, los sapos machos suelen contender por medio del "canto". Croar proporciona una señal fiable del tamaño, que parece ser un factor de selección importante. Sin embargo, las peleas se producen en algunos casos. En cierto estudio en un estanque donde los machos superaron a las hembras por cuatro o cinco a uno, se encontró que 38 % de los machos ganó el derecho a aparearse al derrotar a sus rivales en combate o por el desplazamiento de otros machos ya montados en alguna hembra. Los sapos macho generalmente superan en número a las hembras en los estanques de cría. Un estudio sueco encontró que la mortalidad femenina fue mayor que la masculina y que el 41 % de las hembras no acudió al estanque de cría en la primavera y perdió un año antes de volver a reproducirse.
Los machos montan sobre las espaldas de las hembras, sujetándolas con sus extremidades delanteras bajo las axilas en un abrazo que se conoce como amplexus. Los machos son muy entusiastas, tratan de agarrar objetos inanimados o peces y a menudo montan las espaldas de otros machos. A veces varios sapos forman un montón, cada macho tratando de agarrar a la hembra en la base del montón. Es un período de estrés y la mortalidad es alta mientras dura. Un macho exitoso queda en amplexo durante varios días y a medida que la hembra pone una doble hilera larga de pequeños huevos negros, el macho los fertiliza con su esperma. Mientras la hembra lleva a cuestas al macho, recorriendo las orillas poco profundas de la laguna, las ristras de huevos gelatinosos, que pueden contener 3000-6000 huevos y ser de 3-4,5 metros de longitud, se van quedando enredadas en los tallos de las plantas.
Las cadenas de huevos absorben agua y se hinchan, eclosionando después de dos a tres semanas. En un primer momento los renacuajos se aferran a los restos de las cadenas y se alimentan de la gelatina. Más tarde se adhieren a la parte inferior de las hojas de las hierbas acuáticas antes de empezar a nadar libres. Los renacuajos en principio parecen similares a los de la rana común (Rana temporaria) pero son de un color más oscuro, de lomos negruzcos y vientres gris oscuro. Se pueden distinguir de los renacuajos de otras especies por el hecho de que la boca es de la misma anchura que el espacio entre los ojos y este el doble de la distancia entre las ventanas de la nariz. En el transcurso de unas pocas semanas las patas se desarrollan y su cola se reabsorbe gradualmente. A las doce semanas de edad son sapos en miniatura, miden alrededor de 1,5 cm de largo y están listos para salir del estanque. Esta especie nunca cambia de color aunque en ocasiones se pon e de color más oscuro para defenderse de alguna presa o hasta para defenderse del sol.

## Desarrollo y crecimiento
El sapo común alcanza la madurez entre los tres y siete años de edad, existiendo una gran variabilidad entre poblaciones. Los sapillos suelen ser parasitados por el nematodo de pulmón Rhabdias bufonis. Esto ralentiza la tasa de crecimiento y reduce la resistencia y la salud. Los sapillos que eran más grandes ya en la metamorfosis siempre acaban superando en tamaño a los más pequeños que han sido criados en estanques más concurridos. Incluso cuando tienen mucha carga parasitaria de gusanos, los ejemplares grandes crecen más rápido que los individuos más pequeños aun con menos parásitos. Según un estudio, después de varios meses de infección fuerte de gusanos, algunos sapillos pesaban solo la mitad que los del grupo de control. Su anorexia inducida por el parásito causó una disminución en la ingesta de alimentos y algunos murieron. Otro estudio investigó si el uso de fertilizantes nitrogenados afecta el desarrollo de los renacuajos de sapo común. Los sapitos se mantuvieron en soluciones muy diluidas de nitrato de amonio de distinta concentración. Se encontró que a ciertas concentraciones, que estaban muy por encima de cualquiera que normalmente se encontraría en el campo, el crecimiento se incrementó y la metamorfosis se aceleró, pero en otros, no hubo diferencia significativa entre los renacuajos experimentales y los del grupo control. Sin embargo, ciertos patrones de natación inusual y algunas deformidades se encontraron entre los animales de experimentación.
En otro estudio se hizo una comparación entre la tasa de crecimiento de sapitos recién metamorfoseados de diferentes altitudes y latitudes, siendo los ejemplares estudiados de Noruega, Alemania, Suiza, Holanda y Francia. Al principio, las tasas de crecimiento de machos y hembras fueron idénticos. Para el momento en que maduraron su tasa de crecimiento se había desacelerado a cerca del 21 % de la tasa inicial y habían alcanzado el 95 % de su tamaño esperado adulto. Algunas hembras que estaban en un ciclo de reproducción bienal continuaron creciendo rápidamente durante más tiempo. Compensando las diferencias en la temperatura y la duración de la temporada de crecimiento, los sapos de las cuatro localidades más frías crecieron y maduraron a la misma velocidad. Estos jóvenes llegaron a la madurez después de 1,09 años para los machos y 1,55 años para las hembras. Sin embargo, los jóvenes sapos de tierras bajas de Francia crecieron más rápido, durante más tiempo, hasta un tamaño mucho mayor, tomando un promedio de 1,77 años para los varones y 2,49 años para las hembras antes de alcanzar la madurez.

## Galería

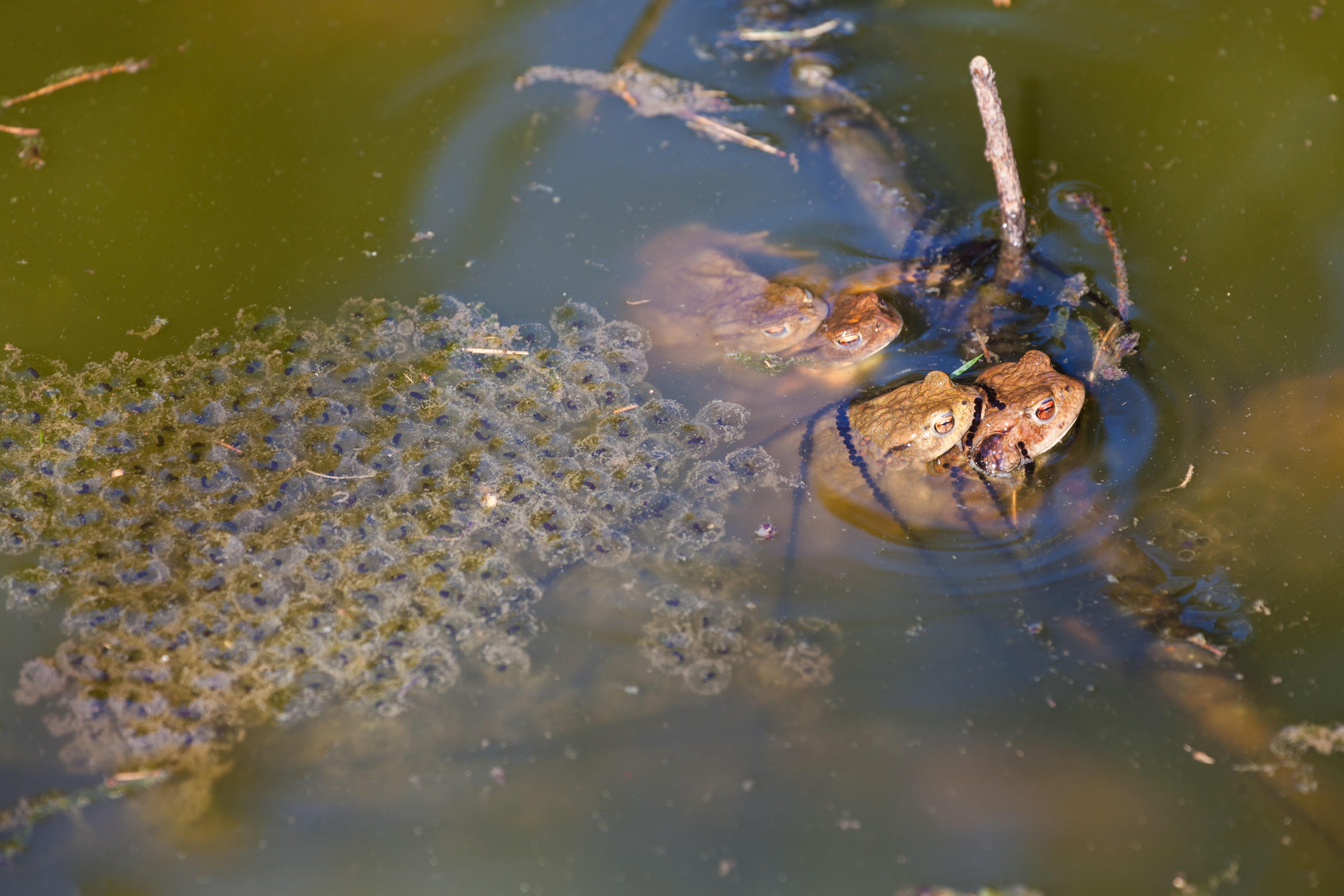
Apareamiento y huevas.
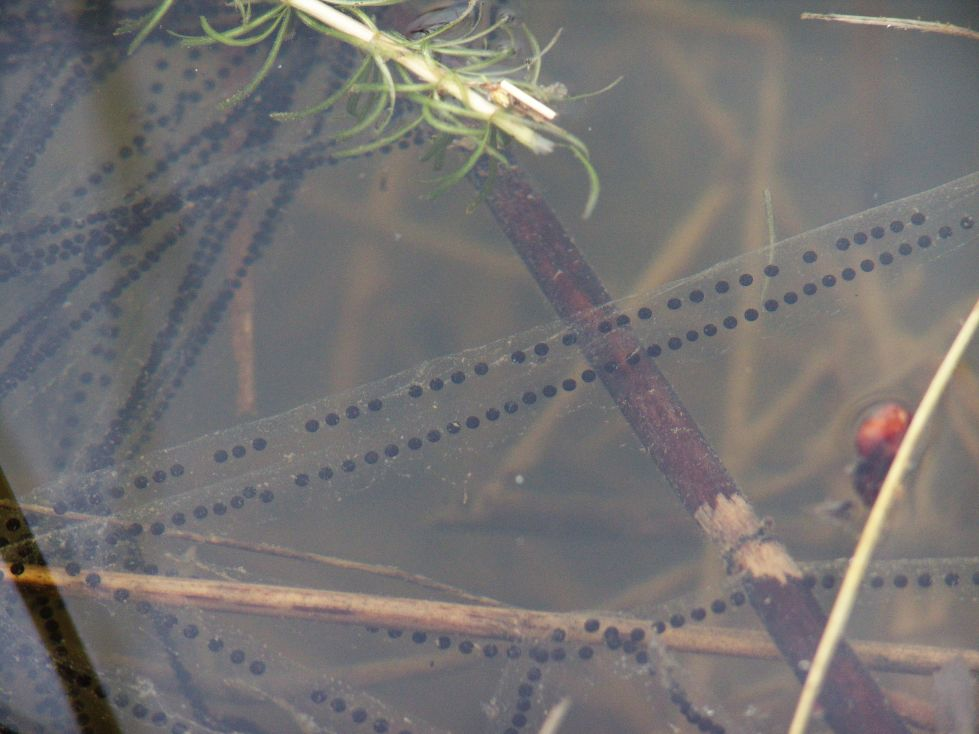
Puesta.
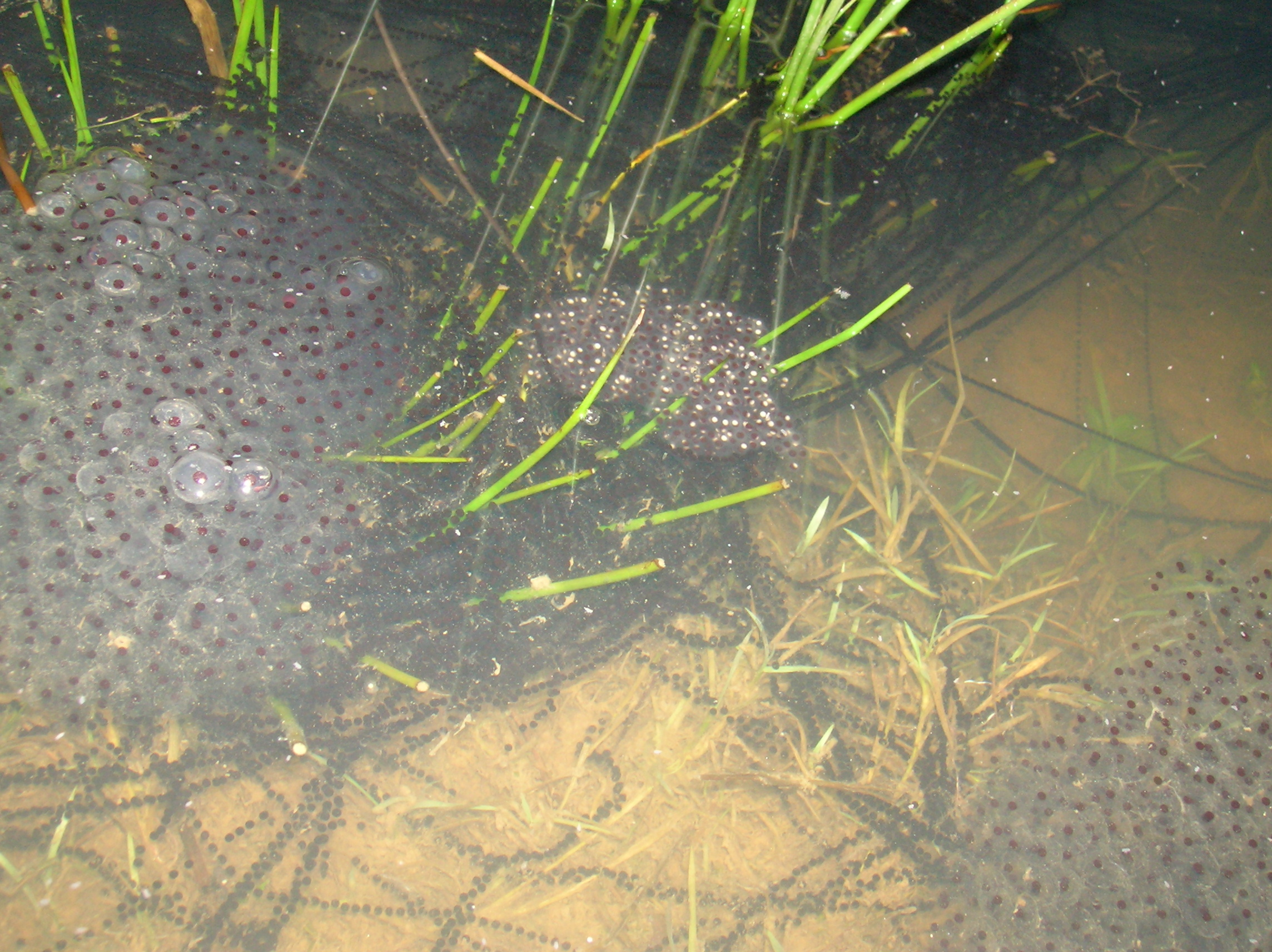
Puestas de R. temporaria (en acumulación) y de B. bufo (en rosario).
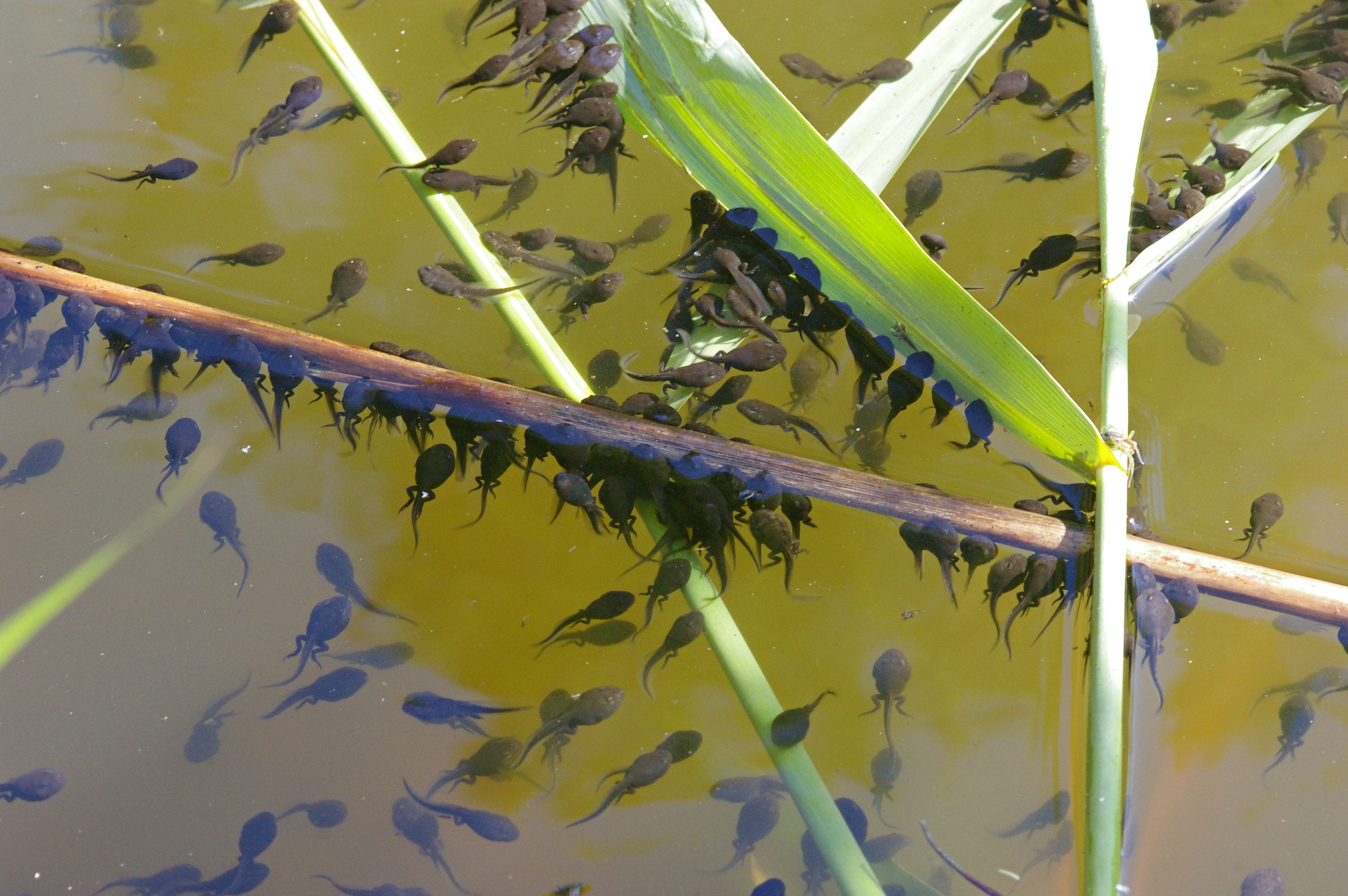
Renacuajos.
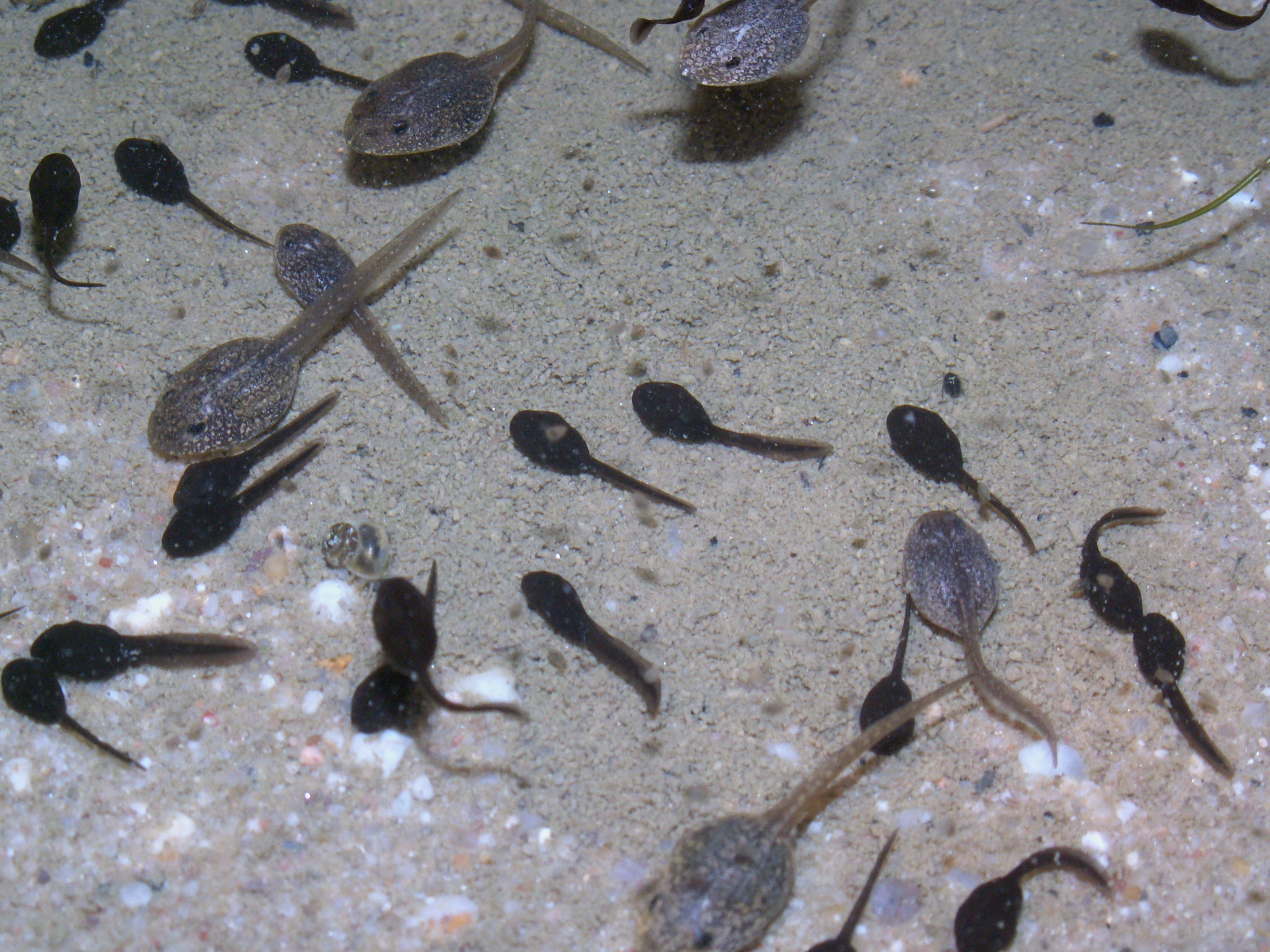
Renacuajos de R. temporaria (grandes y claros) y de B. bufo (pequeños y oscuros).
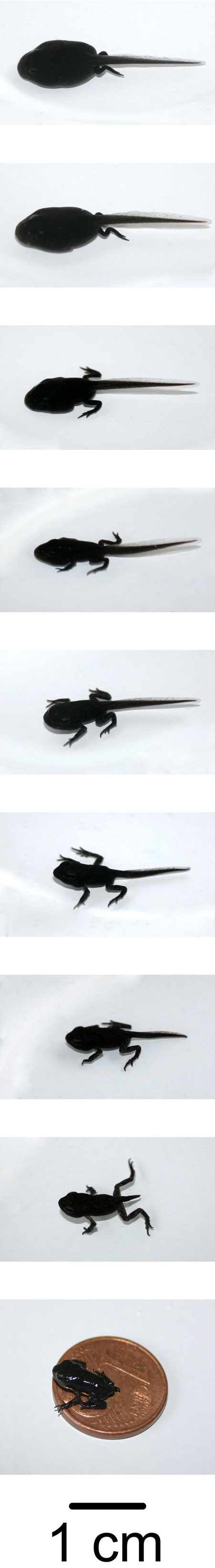
Metamorfosis.
Sapo nadando.